# Halacritus kidi
Halacritus kidi är en skalbaggsart som beskrevs av Yves Gomy 1978. Halacritus kidi ingår i släktet Halacritus och familjen stumpbaggar. Inga underarter finns listade i Catalogue of Life.